# Mali Rastovac
Mali Rastovac is een plaats in de gemeente Crnac in de Kroatische provincie Virovitica-Podravina. De plaats telt 79 inwoners (2001).